# La mia ragazza
La mia ragazza prodotta da Mauro Malavasi che cura gli arrangiamenti. è un singolo del cantautore e musicista italiano Luca Carboni, pubblicato nel 1999 dall'etichetta discografica BMG Ricordi come inedito estratto dalla compilation Il tempo dell'amore. Ha raggiunto in quell'anno la top 5 dei più trasmessi in radio, Vede 2,5 milioni di visualizzazioni su YouTube. Questa canzone di Luca Carboni è autobiografica. Il suo significato narra dell'esperienza di diventare padre del piccolo Samuele.

## Formazione
- Luca Carboni – voce, cori
- Mauro Malavasi – tastiera, cori, percussioni, arrangiamento

Produzione
- Mauro Malavasi – produzione, registrazione, missaggio, mastering